# هور پاسفید
هور پاسفید، شهری در بخش هور شهرستان فاریاب در استان کرمان ایران است. این شهر، مرکز بخش هور است.

## جمعیت
بر پایه سرشماری عمومی نفوس و مسکن در سال ۱۳۹۵، جمعیت شهر هور پاسفید برابر با ۶۳۷ نفر (۲۰۱ خانوار) بوده‌است.